# 2114 Wallenquist
A 2114 Wallenquist (ideiglenes jelöléssel 1976 HA) a Naprendszer kisbolygóövében található aszteroida. Claes-Ingvar Lagerkvist fedezte fel 1976. április 19-én.